# Сардуал (район)
Сардуал (порт. Sardoal) — район (фрегезия) в Португалии, входит в округ Сантарен. Является составной частью муниципалитета Сардуал. По старому административному делению входил в провинцию Рибатежу. Входит в экономико-статистический субрегион Медиу-Тежу, который входит в Центральный регион. Население составляет 2319 человек на 2001 год. Занимает площадь 29,93 км².